# Bob Boone
Robert Raymond Boone (ur. 19 listopada 1947) – amerykański baseballista, który występował na pozycji łapacza.

## Kariera zawodnicza
Boone studiował na Stanford University, gdzie w latach 1965–1969 grał w drużynie uniwersyteckiej Stanford Cardinal. W czerwcu 1969 został wybrany w szóstej rundzie draftu przez Philadelphia Phillies, w którym zadebiutował 10 września 1972 w meczu przeciwko Chicago Cubs. Rok później w głosowaniu na najlepszego debiutanta w National League zajął 3. miejsce.
W lipcu 1976 po raz pierwszy zagrał w Meczu Gwiazd, a w 1978 po raz pierwszy otrzymał Złotą Rękawicę. W sezonie 1980 zagrał we wszystkich meczach World Series, w których Phillies pokonali Kansas City Royals 4–2.
W grudniu 1981 został zawodnikiem California Angels. 30 września 1984 był łapaczem w ostatnim meczu sezonu zasadniczego przeciwko Texas Rangers, w którym Mike Witt zanotował perfect game. W latach 1989–1990 grał w Kansas City Royals.

## Kariera menedżerska
W 1995 został menadżerem Kansas City Royals i pełnił tę funkcję przez trzy sezony. W latach 2001–2003 prowadził Cincinnati Reds.
| Sezon              | Klub               | Liga               | Mecze | Zwycięstwa | Porażki | Proc. zw. i por. |
| ------------------ | ------------------ | ------------------ | ----- | ---------- | ------- | ---------------- |
| 1995–1997          | Kansas City Royals | AL                 | 387   | 181        | 206     | 0,468            |
| 2001–2003          | Cincinnati Reds    | NL                 | 428   | 190        | 238     | 0,444            |
| Łącznie w karierze | Łącznie w karierze | Łącznie w karierze | 815   | 371        | 444     | 0,455            |

## Życie prywatne
Bob Boone jest synem Raya Boone’a, dwukrotnego uczestnika Meczu Gwiazd i mistrza MLB z Cleveland Indians w 1948 roku oraz ojcem Breta Boone’a i Aarona Boone’a, którzy również wystąpili w All-Star Game.

## Nagrody i wyróżnienia
| Nagroda/wyróżnienie      | Lata                        | Źródło |
| 4× All-Star              | 1976, 1978, 1979, 1983      | [ 2 ]  |
| 7× Gold Glove Award      | 1978, 1979, 1982, 1986–1989 | [ 2 ]  |
| Zwycięzca w World Series | 1980                        | [ 3 ]  |